# Reflecția puterii
Reflecția puterii este un film românesc din 2015 regizat de Mihai Grecu.
Prezentare